# 오스틴 로민
오스틴 앨런 로민(Austin Allen Romine, 1988년 11월 22일 ~ )은 미국의 야구 선수로, 메이저 리그 시카고 컵스의 선수이다.